# Erik Wekesser
Erik Wekesser (Schwetzingen, 3 luglio 1997) è un calciatore tedesco, difensore del Kaiserslautern.

## Caratteristiche tecniche
È un'ala destra.

## Carriera

### Club
Cresciuto nel settore giovanile del Kaiserslautern, trascorre i primi anni di carriera in Regionalliga con la squadra riserve del club biancorosso, Coblenza e Astoria Walldorf; nel 2018 viene acquistato dal Jahn Ratisbona con cui debutta in 2. Bundesliga.

### Nazionale
Ha giocato nelle nazionali giovanili tedesche Under-18 ed Under-19.

## Statistiche
Statistiche aggiornate al 13 febbraio 2021.

### Presenze e reti nei club
| Stagione        | Squadra           | Campionato      | Campionato | Campionato | Coppe nazionali | Coppe nazionali | Coppe nazionali | Coppe continentali | Coppe continentali | Coppe continentali | Altre coppe | Altre coppe | Altre coppe | Totale | Totale | Totale |
| Stagione        | Squadra           | Comp            | Pres       | Reti       | Comp            | Pres            | Reti            | Comp               | Pres               | Reti               | Comp        | Pres        | Reti        | Pres   | Reti   |        |
| --------------- | ----------------- | --------------- | ---------- | ---------- | --------------- | --------------- | --------------- | ------------------ | ------------------ | ------------------ | ----------- | ----------- | ----------- | ------ | ------ | ------ |
| 2014-2015       | Kaiserslautern II | RL              | 1          | 1          |                 | -               | -               |                    | -                  | -                  |             | -           | -           | 1      | 1      |        |
| 2015-2016       | Kaiserslautern II | RL              | 25         | 0          |                 | -               | -               |                    | -                  | -                  |             | -           | -           | 25     | 0      |        |
| 2016-2017       | Kaiserslautern II | RL              | 16         | 0          |                 | -               | -               |                    | -                  | -                  |             | -           | -           | 16     | 0      |        |
| 2017-gen. 2018  | Coblenza          | RL              | 13         | 0          | CG              | 1               | 0               |                    | -                  | -                  |             | -           | -           | 14     | 0      |        |
| gen.-giu. 2018  | Astoria Walldorf  | RL              | 14         | 1          | CG              | 0               | 0               |                    | -                  | -                  |             | -           | -           | 14     | 1      |        |
| 2018-2019       | Astoria Walldorf  | RL              | 32         | 15         | CG              | 0               | 0               |                    | -                  | -                  |             | -           | -           | 32     | 15     |        |
| 2019-2020       | Jahn Ratisbona    | 2L              | 28         | 3          | CG              | 0               | 0               |                    | -                  | -                  |             | -           | -           | 28     | 3      |        |
| 2020-2021       | Jahn Ratisbona    | 2L              | 17         | 0          | CG              | 3               | 0               |                    | -                  | -                  |             | -           | -           | 20     | 0      |        |
| Totale carriera | Totale carriera   | Totale carriera | 146        | 20         |                 | 4               | 0               |                    | -                  | -                  |             | -           | -           | 150    | 20     |        |